# سولیفناسین
سولیفناسین، که با نام تجاری وزیکاکی‌ر (به انگلیسی: Vesicare) عرضه می‌شود، دارویی است که برای درمان مثانه بیش‌فعال بکار می‌رود.این دارو می‌تواند در مواقع بی‌اختیاری ادرار، تکرر ادرار و فوریت ادراری کمک‌کننده باشد. بنظر می‌رسد که فوائد این داروی خوراکی همسان با سایر داروهای مشابه هم گروه باشد.

عوارض جانبی معمول شامل خشکی دهان و یبوست می‌شود. عوارض شدید امکان دارد احتباس ادرار، افزایش فاصله QT، توهم و آب‌سیاه باشد. اینکه طی حاملگی قابل استفاده باشد، معلوم نیست. این دارو جزو داروهای آنتی موسکارینی (مثل هیوسین و آتروپین) است و از راه کاهش انقباضات مثانه اثر می‌کند.
سولیفناسین در سال ۲۰۰۴ مجوز استفاده در آمریکا را گرفت.تأمین مصرف یک‌ماهه برای بیماران سیستم درمانی بریتانیا، در سال ۲۰۱۹، ۲۷٫۶۲ پوند هزینه داشت.قیمت عمده‌فروشی مصرف یکماهه آن در آمریکا ۳۷۰ دلار است.در سال ۲۰۱۶ صد و هفتادمین دارویی بود که در آمریکا تجویز می‌شد و بیش از سه میلیون نسخه برای آن تجویز شد.

## مصرف
برای درمان مثانه بیش‌فعال بکار می‌رود.می‌تواند در مواقع بی‌اختیاری ادرار، تکرر ادرار و فوریت ادراری کمک کند.
بنظر می‌رسد مزایای آن شبیه دیگر آنتی موسکارین‌ها مثل اکسی بوتینین، تولترودین و داریفناسین باشد.

## موارد منع مصرف
برای بیمارانی که احتباس ادراری، احتباس معده، گلوکوم زوایه بسته کنترل نشده یا با کنترل ضعیف دارند ویا براساس معیار چایلد - پو، وخامت بیماری کبدی آن‌ها در کلاس سی طبقه‌بندی می‌شودو بیمارانی که همودیالیز می‌شوند، منع مصرف این دارو را دارند.
سندرم QT، منع‌مصرف قطعی این دارو نیست، گرچه این دارو هم مثل تولترودین و داریفناسین به کانال‌های hERG قلبی وصل می‌شود و می‌تواند فاصله QT را طولانی کند. بنظر می‌رسد این اثر در طب بالینی اهمیت نداشته باشد.

## اثرات جانبی
شایعترین اثر جانبی سولیفناسین، خشکی دهان، تاری دید و یبوست است. مثل همه آنتی‌کولینرژیکها، سولیفناسین هم ممکن است به‌ندرت باعث هایپرترمی بعلت کاهش تعریق شود.

## تداخلات دارویی
سولیفناسین در کبد به وسیلهٔ آنزیم CYP3A4 متابولیزه می‌شود که جزو آنزیم‌های سیتوکروم پی ۴۵۰ است. وقتی همزمان با داروهایی داده شود که باعث جلوگیری از فعالیت آنزیم CYP3A4 می‌شوند، مثل کتوکونازول، متابولیسم سولیفناسین دچار اشکال شده و به افزایش غلظت آن در بدن انجامیده و دفع آن را کاهش می‌دهد.
همان‌طور که در بالا اشاره شد، سولیفناسین ممکن است فاصله QT را طولانی کند؛ بنابراین، تجویز همزمان آن با داروهای دیگری که آن‌ها هم همین اثر را دارند، مثل موکسی فلوکساسین یا پیموزاید، به‌صورت نظری ممکن است باعث افزایش خطر آریتمی قلبی شود.

## فارماکولوژی

### مکانیسم اثر
سولیفناسین یک آنتاگونیست رقابتی گیرنده استیل‌کولین است که برای زیرگروهM3 گیرنده‌های موسکارینی انتخابی عمل می‌کند. وصل شدن استیل کولین به گیرنده‌های موسکارینی، مخصوصاً زیرگروه M3 نقشی کلیدی در انقباض ماهیچه صاف دارد. سولیفناسین با جلوگیری از وصل استیل کولین به این گیرنده‌ها، باعث کاهش تونوس مثانه شده، به آن امکان می‌دهد حجم بیشتری ادرار را در خود جای داده تعداد دفعات ادرار کردن را کاهش دهد و از فوریت دفع و حملات بی‌اختیاری بکاهد. بنا به نیمه عمر حذفی طولانی، دوز یکبار در روز می‌تواند کنترل ۲۴ ساعته تونوس عضله صاف مثانه را ارائه دهد.

### فارماکوکینتیک
سه تا هشت ساعت پس از جذب از روده، بیشینه غلظت پلاسمایی بدست می‌آید. در جریان خون، ۹۸٪ ماده، وصل به پروتئین‌های پلاسما است که عمدتاً اسیدی هستند. متابولیسم توسط آنزیم‌های کبدی مخصوصاً CYP3A4 انحام می‌شود. سه متابولیت غیرفعال و یک متابولیت فعال از سولیفناسین شناخته شده که نام نوع فعال چهار آر-هیدروکسی سولیفناسین است و سه متابولیت غیرفعال، اِن-گلوکورونید، اِن-اًکسید (آمین اکسید) و چهار آر هیدروکسی -اِن-اکساید می‌باشند. نیمه‌عمر حذف، ۴۵ تا ۶۸ ساعت است. ۶۹٪ ماده، هم به‌صورت اولیه خودش و هم به‌صورت متابولیتهایش از کلیه و ۲۳٪ از راه مدفوع دفع می‌شود.

## شیمی

ساختار آتروپین برای مقایسه

مثل سایر آنتی کولینرژیکها، سولیفناسین، استری از یک کربوکسیلیک اسید است که حداقل یک حلقه آروماتیک با یک الکل نیتروژن‌دار داشته باشد. در حالیکه در آتروپین که ابتدایی‌ترین آنتی کولینرژیک است، حلقه بی سیکلیک از نوع تروپان است، در سولیفناسین، جای تروپان زا حلقه کوینوکلیدینی گرفته‌است. شکل آزاد آن، روغنی زرد است، در صورتی که سولیفناسین نمکی سوکسینات کریستال‌های زردفامی را شکل می‌دهد.

## تاریخچه
این ترکیب با مطالعه مدل‌های حیوانی در شرکت دارویی یامانوچی در توکیو، ژاپن ساخته شد. این ماده در اوایل دهه نخست ۲۰۰۰، با نام ترکیب YM905 نامیده می‌شد.

## فرهنگ و اجتماع
نام غیراختصاصی بین‌المللی (INN) این دارو، سولیفناسین است.توسط شرکت‌های داروسازی استلاس ژاپن، گلاکسواسمیت‌کلاین انگلیس تحت نام وزی کی‌ر ساخته و عرضه می‌شود.

### هزینه
یک مطالعه که در سال ۲۰۰۶ در مورد هزینه-فایده درمان با سولیفناسین پنج میلیگرمی انجام شد، نشان داد که بین داروهای آنتی کولینرژیک، سولیفناسین پنج میلی، کمترین هزینه و بیشترین فایده را در درمان مثانه بیش فعال دارد به نحوی که در آمریکا، میانگین هزینه درمان موفقیت‌آمیز بیماران در یک سال، مبلغ ۶۸۶۳ دلار می‌شود.